# Natação artística no Campeonato Europeu de Esportes Aquáticos de 2021 - Rotina livre equipes
A prova da rotina livre equipes da natação artística no Campeonato Europeu de Esportes Aquáticos de 2021 ocorreu nos dias 14 de maio na Arena Danúbio, em Budapeste na Hungria.

## Calendário
| Fase  | Data       | Hora  |
| ----- | ---------- | ----- |
| Final | 14 de maio | 16:00 |

Todos os horários estão no horário local (UTC+1)

## Medalhistas
| Ouro | Prata | Bronze |
| Ucrânia · Maryna Aleksiiva · Vladyslava Aleksiiva · Marta Fiedina · Kateryna Reznik · Anastasiya Savchuk · Alina Shynkarenko · Kseniya Sydorenko · Yelyzaveta Yakhno | Espanha · Abril Conesa · Berta Ferreras · Meritxell Mas · Alisa Ozhogina · Paula Ramírez · Sara Saldaña · Iris Tió · Blanca Toledano | Israel · Eden Blecher · Shelly Bobritsky · Maya Dorf · Noy Gazala · Catherine Kunin · Nikol Nahshonov · Ariel Nassee · Polina Prikazchikova |

## Final
Esse foi o resultado da final.
| Pos.              | Nacionalidade | Nadadoras | Pontos  |
| ----------------- | ------------- | --- | ------- |
| Medalha de ouro   | Ucrânia       | Maryna Aleksiiva Vladyslava Aleksiiva Marta Fiedina Kateryna Reznik Anastasiya Savchuk Alina Shynkarenko Kseniya Sydorenko Yelyzaveta Yakhno     | 95.0667 |
| Medalha de prata  | Espanha       | Abril Conesa Berta Ferreras Meritxell Mas Alisa Ozhogina Paula Ramírez Sara Saldaña Iris Tió Blanca Toledano                                     | 91.2333 |
| Medalha de bronze | Israel        | Eden Blecher Shelly Bobritsky Maya Dorf Noy Gazala Catherine Kunin Nikol Nahshonov Ariel Nassee Polina Prikazchikova                             | 86.8000 |
| 4                 | Bielorrússia  | Marharyta Kiryliuk Hanna Koutsun Yana Kudzina Kseniya Kuliashova Anastasiya Navasiolava Valeryia Puz Kseniya Tratseuskaya Aliaksandra Vysotskaya | 86.3333 |
| 5                 | Reino Unido   | Millicent Costello Isobel Davies Daisy Gunn Cerys Hughes Cerys Larsen Daniella Lloyd Robyn Swatman Laura Turberville                             | 81.8333 |
| 6                 | Hungria       | Linda Farkas Boglárka Gács Lilien Götz Hanna Hatala Szabina Hungler Adelin Regényi Luca Rényi Anna Viktória Szabó                                | 77.4000 |
| 7                 | Polónia       | Adrianna Aleksak Dominika Herich Maja Kalisz Martyna Paulińska Barbara Rybicka Kamila Sahli Ousini Swietłana Szczepańska Martyna Wójcik          | 72.500  |